# 隣の少女
『隣の少女』（ポルトガル語: A Menina do Lado、英語: The Girl Next Door）は、1987年製作のブラジル映画。

## 概説
ブラジルのリゾート地を舞台に、中年の作家と両親と離れて暮らす14歳の少女との禁断の恋と性愛を描くエロティックムービー。
非常に紛らわしいが、英語題が同じ実録犯罪のサイコサスペンス、「隣の家の少女」と邦題も似ているので、レンタルの際には注意が必要である。

## あらすじ
中年で既婚のジャーナリストであるマウロは、リオデジャネイロ州ブジオスのビーチリゾートで本を書いていた。そのうち、彼は隣に住む美しいティーンエイジャーのアリスと恋に落ちる。

## スタッフ
- 監督・製作・脚本：アルベルト・サルヴァ
- 脚本：メリサ・トロメーリ
- 撮影：アントニオ・ルイス
- 音楽：アントニオ・カルロス・ジョビン

## キャスト
- フラビア・モンテーロ - アリス
- レジナルド・ファリア - マウロ
- デボラ・ドゥアルテ
- セルジオ・マンベルティ
- ジョニー・ヘルベルト